# Kanton Lusignan
Der Kanton Lusignan ist seit 1790 ein französischer Wahlkreis in den Arrondissements Montmorillon und Poitiers im Département Vienne in der Region Nouvelle-Aquitaine; sein Hauptort ist Lusignan.

## Gemeinden
Der Kanton besteht aus 15 Gemeinden mit insgesamt 18.991 Einwohnern (Stand: 1. Januar 2022) auf einer Gesamtfläche von 527,84 km²:
| Gemeinde          | Einwohner 1. Januar 2022 | Fläche km² | Dichte Einw./km² | Code INSEE | Postleitzahl | Arrondissement |
| ----------------- | ------------------------ | ---------- | ---------------- | ---------- | ------------ | -------------- |
| Anché             | 329                      | 16,23      | 20               | 86003      | 86700        | Montmorillon   |
| Brux              | 765                      | 35,91      | 21               | 86039      | 86510        | Montmorillon   |
| Celle-Lévescault  | 1.373                    | 42,67      | 32               | 86045      | 86600        | Poitiers       |
| Chaunay           | 1.201                    | 38,64      | 31               | 86068      | 86510        | Montmorillon   |
| Cloué             | 492                      | 12,21      | 40               | 86080      | 86600        | Poitiers       |
| Coulombiers       | 1.143                    | 27,93      | 41               | 86083      | 86600        | Poitiers       |
| Curzay-sur-Vonne  | 374                      | 16,52      | 23               | 86091      | 86600        | Poitiers       |
| Jazeneuil         | 797                      | 31,82      | 25               | 86116      | 86600        | Poitiers       |
| Lusignan          | 2.556                    | 37,82      | 68               | 86139      | 86600        | Poitiers       |
| Romagne           | 803                      | 40,84      | 20               | 86211      | 86700        | Montmorillon   |
| Rouillé           | 2.521                    | 52,01      | 48               | 86213      | 86480        | Poitiers       |
| Saint-Sauvant     | 1.298                    | 59,58      | 22               | 86244      | 86600        | Poitiers       |
| Sanxay            | 548                      | 24,13      | 23               | 86253      | 86600        | Poitiers       |
| Valence-en-Poitou | 4.323                    | 83,22      | 52               | 86082      | 86700        | Montmorillon   |
| Voulon            | 468                      | 8,31       | 56               | 86296      | 86700        | Montmorillon   |
| Kanton Lusignan   | 18.991                   | 527,84     | 36               | 8609       | –            | –              |

Bis zur landesweiten Neuordnung der französischen Kantone im März 2015 gehörten zum Kanton Lusignan die neun Gemeinden Celle-Lévescault, Cloué, Coulombiers, Curzay-sur-Vonne, Jazeneuil, Lusignan, Rouillé, Saint-Sauvant und Sanxay. Sein Zuschnitt entsprach einer Fläche von 304,69 km2. Er besaß vor 2015 einen anderen INSEE-Code als heute, nämlich 8613.

## Veränderungen im Gemeindebestand seit der landesweiten Neuordnung der Kantone
2019: Fusion Ceaux-en-Couhé, Châtillon, Couhé, Payré und Vaux → Valence-en-Poitou